# SM UB-53
SM UB-53 – niemiecki okręt podwodny z okresu I wojny światowej, jedna z 96 zbudowanych jednostek typu UB III. Okręt miał wyporność 516 ton w położeniu nawodnym i 651 ton pod wodą, a jego główną bronią było 10 torped o kalibrze 500 mm wystrzeliwanych z pięciu wyrzutni. Napędzana silnikami wysokoprężnymi i elektrycznymi jednostka rozwijała prędkość 13,6 węzła na powierzchni i 8 węzłów w zanurzeniu, osiągając zasięg nawodny wynoszący 9040 Mm przy prędkości 6 węzłów (i 55 Mm przy prędkości 4 węzłów pod wodą).
UB-53 został zwodowany 9 marca 1917 roku w stoczni Blohm & Voss w Hamburgu, a do służby w Kaiserliche Marine wcielono go 21 sierpnia 1917 roku. Przebazowany na Morze Śródziemne został nominalnie wcielony w skład Kaiserliche und Königliche Kriegsmarine pod nazwą SM U-84, pływając w składzie Flotylli Pola. W czasie służby operacyjnej okręt odbył pięć patroli bojowych, podczas których zatopił 14 statków o łącznej pojemności 16 549 BRT. SM UB-53 zatonął 3 sierpnia 1918 roku po wejściu na miny morskie w trakcie forsowania blokady Cieśniny Otranto, a na jego pokładzie zginęło 10 członków załogi.

## Projekt i budowa
Wydane w kwietniu 1915 roku przez Inspektorat U-Bootów memorandum wzywało kierownictwo Cesarskiej Marynarki Wojennej do zaprojektowania i budowy uproszczonego typu okrętu podwodnego, który miał zostać wykorzystany w działaniach blokadowych Wielkiej Brytanii. Budowa dużych, oceanicznych okrętów podwodnych trwała zbyt wiele czasu, podobnie jak używanych do ich napędu silników wysokoprężnych o dużej mocy, co powodowało duży niedobór jednostek tej klasy w niemieckiej flocie. Wznowienie na początku 1916 roku nieograniczonej wojny podwodnej sprawiło, że konieczne stało się opracowanie średniej wielkości okrętu podwodnego uzbrojonego w torpedy, który można było szybko zbudować. Przybrzeżne okręty typu UB II były zbyt słabo uzbrojone i miały niewystarczający zasięg, przez co ich użycie ograniczone było przeważnie do wód Morza Północnego i kanału La Manche, natomiast nowo projektowane torpedowe okręty podwodne musiały być zdolne do operowania wokół Wysp Brytyjskich i na Morzu Śródziemnym. Zrezygnowano z wcześniejszego schematu prostych jednostek jednokadłubowych z zewnętrznymi zbiornikami balastowymi na rzecz konstrukcji dwukadłubowej.
Projekt nowego okrętu podwodnego średniej wielkości oparto na konstrukcji udanych podwodnych stawiaczy min typu UC II. Dziobowej części okrętu nadano nowy profil, a szyby minowe zastąpiono przedziałem torpedowym z czterema wewnętrznymi wyrzutniami torped; powiększono również wyposażony w dwa peryskopy kiosk. Znacznie została powiększona moc silników spalinowych i elektrycznych, jak również pojemność zbiorników paliwa, jednak odbyło się to kosztem zmniejszenia o 40% wielkości baterii akumulatorów i o blisko 30% ich pojemności w stosunku do SM U-16, przez co spadła prędkość podwodna i zasięg. Okręty charakteryzowały się doskonałą manewrowością i krótkim czasem zanurzania wynoszącym 30 sekund. Budowa okrętów o nadanym przez Inspektorat U-Bootów numerze projektu 44, zwanych później typem UB III, miała rozpocząć się po zrealizowaniu przez stocznie kontraktów na budowę jednostek typu UB II i UC II, czyli najwcześniej wiosną 1917 roku.
SM UB-53 zamówiony został 20 maja 1916 roku jako jednostka z liczącej 24 jednostki I serii okrętów typu UB III . Powstał w stoczni Blohm & Voss w Hamburgu jako jeden z 26 okrętów typu UB III zbudowanych w tej wytwórni . UB-53 otrzymał numer stoczniowy 298 (Werk 298)  . Stępkę okrętu położono w 1916 roku, a zwodowany został 9 marca 1917 roku . Koszt budowy okrętu wyniósł 3 mln 276 tys. marek.

## Dane taktyczno-techniczne

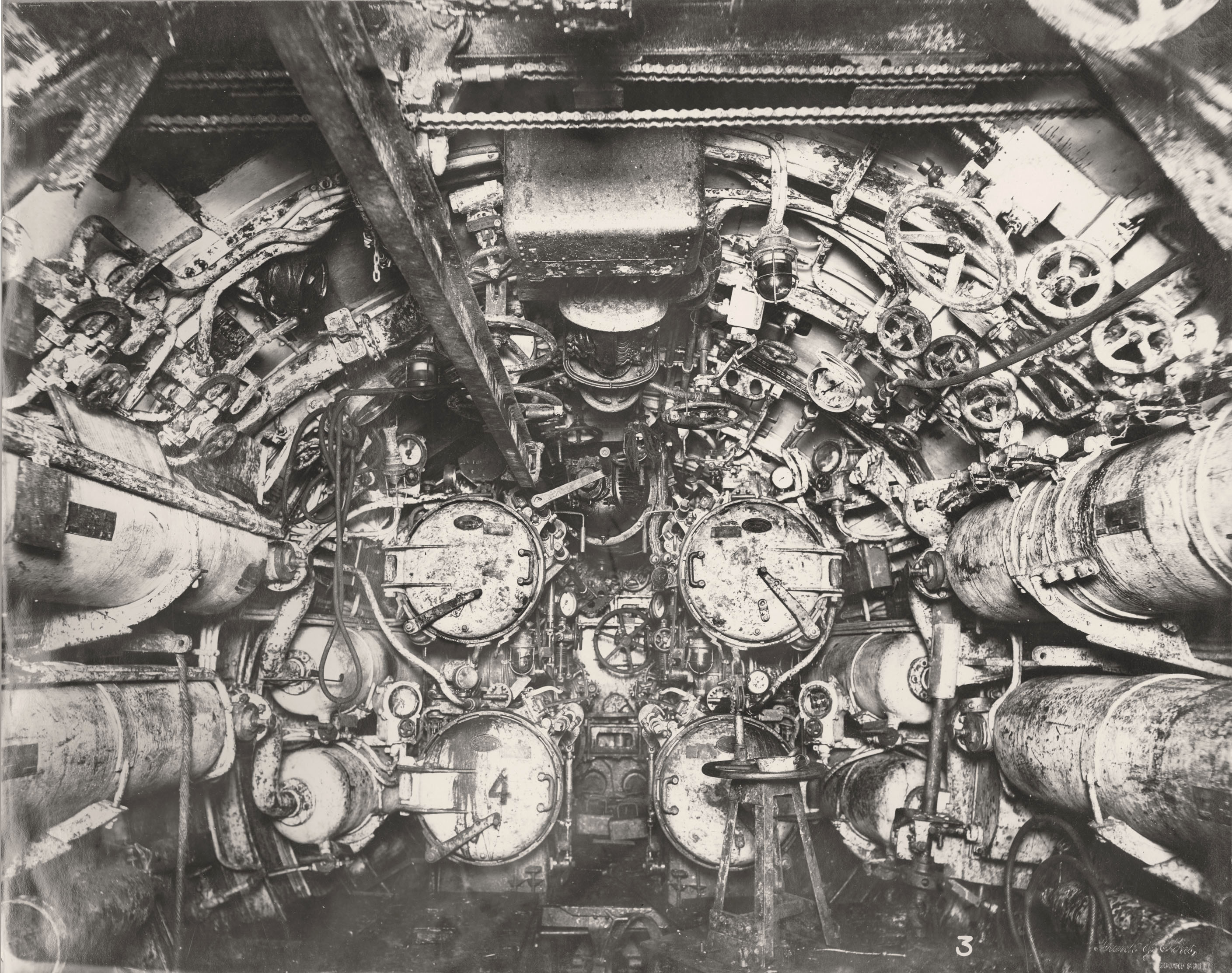
Wnętrze przedziału torpedowego siostrzanego okrętu SM UB-110

SM UB-53 był średniej wielkości okrętem podwodnym o konstrukcji dwukadłubowej. Długość całkowita wynosiła 55,3 metra, szerokość 5,8 metra i zanurzenie 3,68 metra. Kadłub sztywny miał 40,1 metra długości i 3,9 metra szerokości . Podzielony był grodziami na następujące przedziały (od dziobu): przedział torpedowy, pomieszczenia załogi, centrala, pomieszczenia załogi, przedział silników spalinowych, przedział silników elektrycznych oraz rufowy przedział torpedowy. Wysokość (od stępki do szczytu kiosku) wynosiła 8,25 metra . Dziób jednostki przystosowany był do przecinania sieci przeciwpodwodnych. Wyporność w położeniu nawodnym wynosiła 516 ton, a w zanurzeniu 651 ton.
Okręt napędzany był na powierzchni przez dwa 6-cylindrowe, czterosuwowe silniki wysokoprężne MAN S6V35/35 o łącznej mocy 809 kW (1100 KM) przy 450 obr./min, a pod wodą poruszał się dzięki dwóm silnikom elektrycznym SSW o łącznej mocy 580 kW (788 KM) przy 362 obr./min. Dwa wały napędowe obracały dwie śruby o średnicy 1,4 metra każda. Jednostka wyposażona była w dwa stery kierunku i dwa podwójne stery głębokości. Okręt osiągał prędkość 13,6 węzła na powierzchni i 8 węzłów w zanurzeniu. Zasięg wynosił 9040 Mm przy prędkości 6 węzłów w położeniu nawodnym oraz 55 Mm przy prędkości 4 węzłów pod wodą. Zbiorniki mieściły 75 ton paliwa , a energia elektryczna magazynowana była w dwóch bateriach akumulatorów po 62 ogniwa, zlokalizowanych pod przednim i tylnym pomieszczeniem mieszkalnym załogi. Dopuszczalna głębokość zanurzenia wynosiła 50 metrów , a czas wykonania manewru zanurzenia 30 sekund.
Głównym uzbrojeniem okrętu było pięć wewnętrznych wyrzutni torped kalibru 500 mm: cztery dziobowe i jedna na rufie, z łącznym zapasem 10 torped. Broń artyleryjską stanowiło umieszczone przed kioskiem działo pokładowe kalibru 8,8 cm TK C/08 L/30, z zapasem amunicji wynoszącym od 160 do 296 naboi . Okręt wyposażony był w dwa peryskopy: wachtowy i bojowy. Wyposażenie ratownicze stanowiła umieszczona na pokładzie łódź ratunkowa.
Załoga okrętu składała się z trzech oficerów oraz 31 podoficerów i marynarzy.

## Służba

### 1917 rok
SM UB-53 został wcielony do służby w Kaiserliche Marine 21 sierpnia 1917 roku . Dowództwo okrętu objął por. mar. (niem. Oberleutnant zur See) Robert Sprenger, wcześniej dowodzący UC-34 . Po okresie szkolenia U-Boot otrzymał rozkaz udania się na Morze Śródziemne i 1 listopada wszedł w skład Flotylli Pola (niem. U-Flottille Pola) . Okręt nominalnie wcielono do K.u.K. Kriegsmarine pod nazwą SM U-84, jednak załoga pozostała niemiecka.
17 grudnia na południowy wschód od Krety UB-53 zatopił grecki żaglowiec „Nina” o pojemności 126 BRT (na pozycji 34°36′N 27°16′E/34,600000 27,266667) . 31 grudnia w odległości 50 Mm na północ od Port Saidu U-Boot zatopił zbudowany w 1900 roku grecki parowiec „Lily” (2993 BRT), który wypłynął z Kalkuty (na pozycji 32°12′N 32°08′E/32,200000 32,133333) .

### 1918 rok
Na początku 1918 roku niemieckie siły podwodne na Morzu Śródziemnym przeszły reorganizację, w wyniku której Flotylla Pola została podzielona na dwie części: I Flotylla w Poli (niem. I. U-Flottille Mittelmeer) i II Flotylla w Cattaro (II. U-Flottille Mittelmeer), a UB-53 znalazł się w składzie tej pierwszej .
20 lutego na pozycji 32°06′N 29°08′E/32,100000 29,133333 okręt zatopił zbudowany w 1891 roku grecki drewniany szkuner „Taxiarchis” o pojemności 292 BRT, płynący z Aleksandrii na Samos z ładunkiem o masie 400 ton (na pozycji 32°06′N 29°08′E/32,100000 29,133333) . 26 lutego w odległości 50 Mm od wybrzeży Cypru U-Boot zatrzymał i po ewakuacji załogi zatopił ogniem artyleryjskim francuski żaglowiec „Saida” (45 BRT) . 2 marca na północ od Port Saidu (na pozycji 32°17′N 32°03′E/32,283333 32,050000) UB-53 zatopił zbudowany w 1901 roku grecki parowiec „Euxeinos” o pojemności 2891 BRT . 6 marca w odległości 33 Mm na południowy zachód od Jaffy okręt podwodny storpedował bez ostrzeżenia i zatopił zbudowany w 1895 roku płynący pod balastem uzbrojony brytyjski parowiec „Kalgan” o pojemności 1862 BRT, a w wyniku ataku na pokładzie statku zginęła jedna osoba  .
9 kwietnia na pozycji 36°24′N 18°06′E/36,400000 18,100000 UB-53 zatopił zbudowany w 1894 roku portugalski parowiec „Aveiro” o pojemności 2209 BRT, który wypłynął z Malty (nikt nie zginął) . 22 kwietnia na wodach na północ od Port Saidu okręt zatopił cztery alianckie jednostki: zbudowany w 1914 roku uzbrojony brytyjski parowiec „Welbeck Hall” (5643 BRT), płynący pod balastem z Pireusu do Port Saidu, storpedowany bez ostrzeżenia w odległości 75 Mm na północny wschód od portu docelowego (na jego pokładzie zginęło czterech członków załogi)  ; francuski żaglowiec „Kheda Moulekar” o pojemności 40 BRT (na pozycji 32°08′N 32°50′E/32,133333 32,833333) ; brytyjski żaglowiec „Marshalla” o pojemności 77 BRT (na pozycji 32°11′N 32°39′E/32,183333 32,650000)  oraz francuski żaglowiec „Sadika” o pojemności 45 BRT (na pozycji 32°13′N 32°40′E/32,216667 32,666667) . Dwa dni później na pozycji 32°44′N 32°40′E/32,733333 32,666667 UB-53 zatopił francuski żaglowiec „Mabrouska” o pojemności 256 BRT . 27 kwietnia na pozycji 32°07′N 32°32′E/32,116667 32,533333 okręt zatopił dwa francuskie żaglowce: „Azizeh” (30 BRT) i „Nemaat Kheda” (40 BRT)  .
23 maja dowódca okrętu por. mar. Robert Sprenger otrzymał awans na stopień kpt. mar. (niem. Kapitänleutnant) .
3 sierpnia 1918 roku podczas forsowania blokady Cieśniny Otranto na pozycji 39°40′N 18°40′E/39,666667 18,666667 SM UB-53 wszedł na dwie miny morskie, których wybuch spowodował zatopienie okrętu . Na pokładzie U-Boota zginęło 10 członków załogi, a uratowanych zostało 26 osób .

## Podsumowanie działalności bojowej
W latach 1917–1918 SM UB-53 odbył łącznie pięć misji bojowych, podczas których za pomocą torped, artylerii oraz ładunków wybuchowych zatopił 14 statków o łącznej pojemności 16 549 BRT . Na pokładach zatopionych jednostek zginęło co najmniej pięć osób, w tym cztery na brytyjskim parowcu „Welbeck Hall”  . Pełne zestawienie strat przedstawia poniższa tabela :
| Data             | Nazwa            | Państwo          | Tonaż      | Los jednostki |
| ---------------- | ---------------- | ---------------- | ---------- | ------------- |
| 17 grudnia 1917  | „Nina”           | Królestwo Grecji | 126        | zatopiony     |
| 31 grudnia 1917  | „Lily”           | Królestwo Grecji | 2993       | zatopiony     |
| 20 lutego 1918   | „Taxiarchis”     | Królestwo Grecji | 292        | zatopiony     |
| 26 lutego 1918   | „Saida”          | Francja          | 45         | zatopiony     |
| 2 marca 1918     | „Euxeinos”       | Królestwo Grecji | 2891       | zatopiony     |
| 6 marca 1918     | „Kalgan”         | Wielka Brytania  | 1862       | zatopiony     |
| 9 kwietnia 1918  | „Aveiro”         | Portugalia       | 2209       | zatopiony     |
| 22 kwietnia 1918 | „Kheda Moulekar” | Francja          | 40         | zatopiony     |
| 22 kwietnia 1918 | „Marshalla”      | Wielka Brytania  | 77         | zatopiony     |
| 22 kwietnia 1918 | „Sadika”         | Francja          | 45         | zatopiony     |
| 22 kwietnia 1918 | „Welbeck Hall”   | Wielka Brytania  | 5643       | zatopiony     |
| 24 kwietnia 1918 | „Mabrouska”      | Francja          | 256        | zatopiony     |
| 27 kwietnia 1918 | „Azizeh”         | Francja          | 30         | zatopiony     |
| 27 kwietnia 1918 | „Nemaat Kheda”   | Francja          | 40         | zatopiony     |
| RAZEM            | RAZEM            | zatopione:       | zatopione: | 14            |